# Narciso Records
(Carmen Consoli, 2018)
Narciso Records è un'etichetta discografica indipendente italiana, che svolge anche attività di casa editrice. Nasce nel 2000 ad opera della cantautrice Carmen Consoli, che decide di creare nella propria città, Catania, una casa di produzione dedicata alla promozione di artisti le cui sonorità e liriche si rifanno alla tradizione siciliana. Pure, la prima produzione curata è stata quella dei toscani La Camera Migliore (poi scioltisi nel 2006). Due i lavori prodotti con la band fiorentina: l'omonimo La camera migliore nel 2003 e l'album Cari miei nel 2005.
Il tentativo di portare alla ribalta nazionale la musica folkloristica siciliana è rimandato al 2003 quando, dopo l'incontro con Carmen Consoli, i Lautari vengono ingaggiati dall'etichetta. Ne scaturirà Anima Antica, pubblicato nel 2004, e successivamente Arrè nel 2007.
Il roster comincia ad accrescersi con il tempo e nel 2006 è la volta di Agata Lo Certo e del suo EP Mutevoli sensazioni. Nello stesso anno anche il maestro di tamburi a cornice Alfio Antico inizia a collaborare con la Narciso.
Nel 2017 viene pubblicato l'album Vussia cuscienza di Gabriella Lucia Grasso, cantautrice siciliana. L'album è stato candidato per la Targa Tenco Miglior album in dialetto del 2017.
L'8 maggio 2020 viene rilasciato il singolo I pesci non invecchiano mai di Brando Madonia, cantautore catanese, anticipazione del suo primo album da solista.

## Produzioni discografiche
- 2003 - La Camera Migliore, La camera migliore
- 2004 - Lautari, Anima antica
- 2005 - La Camera Migliore, Cari miei
- 2006 - Agata Lo Certo, Mutevoli sensazioni (EP)
- 2007 - Lautari, Arrè
- 2010 - Fabio Abate, Itinerario precario
- 2012 - Lautari, C'era cu c'era
- 2014 - Le Malmaritate - Ognuno havi 'n sigretu
- 2015 - Luca Madonia, La monotonia dei giorni

- 2017 - Gabriella Lucia Grasso, Vussia Cuscienza